# Maria Păduraru
Maria Păduraru (ur. 5 października 1970 w Negrești) – rumuńska wioślarka. Srebrna medalistka olimpijska z Barcelony.
Zawody w 1992 były jej jedynymi igrzyskami olimpijskimi. Zajęła drugie miejsce w ósemce, była również piąta w czwórce bez sternika. W 1991 była w ósemce brązową medalistką mistrzostw świata. 